# Hesk Fell
Hesk Fell är en kulle i Storbritannien.   Den ligger i grevskapet Cumbria och riksdelen England, i den centrala delen av landet, 400 km nordväst om huvudstaden London. Toppen på Hesk Fell är 477 meter över havet, eller 98 meter över den omgivande terrängen. Bredden vid basen är 1,3 km.
Terrängen runt Hesk Fell är huvudsakligen kuperad. Närmaste större samhälle är Millom, 14,6 km söder om Hesk Fell. Trakten runt Hesk Fell består i huvudsak av gräsmarker.